# Fljótsdalur
Fljótsdalur è un comune islandese di 524 abitanti della regione islandese dell'Austurland.

## Geografia
Il comune è situato nella valle Fljótsdalur (Valle del fiume Fljót) vicino al ghiacciaio di Vatnajökull, al lago di Lagarfljót e a sud della foresta di Hallormstaður. La cascata Hengifoss, che con un salto di 128 metri è la terza più alta dell'Islanda, si trova lungo il corso del Hengifossá nella valle Fljótsdalshreppur.

## Società

### Evoluzione demografica
| Anno | Popolazione |
| ---- | ----------- |
| 1998 | 100         |
| 1999 | 96          |
| 2000 | 90          |
| 2001 | 86          |
| 2002 | 82          |
| 2003 | 84          |
| 2004 | 100         |
| 2005 | 260         |
| 2006 | 376         |
| 2007 | 526         |
| 2008 | 394         |
| 2009 | 135         |
| 2010 | 89          |
| 2011 | 80          |
| 2018 | 524         |